# Ajax (marque)
Pour les articles homonymes, voir Ajax.

Logo d'Ajax

Ajax est une marque de produits ménagers créée par le groupe Colgate-Palmolive en 1948. Le produit n'a pratiquement pas changé de logo. Divers produits nettoyants existent sous la marque Ajax. La plupart sous forme liquide, mais aussi sous forme de crème ou de poudre. 
Dans son hors-série de 2019 intitulé Maison saine  : Nettoyer sans polluer, le magazine 60 Millions de consommateurs épingle un produit sous marque Ajax, Ajax. Fête des fleurs avec huiles essentielles, en indiquant que le désinfectant, le glutaral, peut provoquer des allergies cutanées, des brûlures de la peau et des lésions oculaires. Concernant un autre produit sous marque Ajax cité, Ajax. Maison pure multi-surfaces, ce magazine mentionne la présence de  benzène-sulfonate de sodium, irritant pour la peau, les yeux et les voies respiratoires.
Ces produits comportaient en sus d'autres allergènes, toujours selon ce magazine.